# 금남면 (하동군)
금남면(金南面)은 대한민국 경상남도 하동군의 면이다. 금남면은 노량대첩의 노량 앞바다와 남해대교 그리고 임진왜란 때 육군의 명장 정기룡 장군을 모신 경충사가 위치한 곳이다.

## 연혁
- 신라시대 : 한다사
- 1793년 조선 숙종 29년 곤양군의 금양면과 서면으로 되었다.
- 1914년 : 하동군 편입
- 1933년 : 금양면과 남면을 통합 금남면으로 개칭
- 1986년 : 금남면 갈사출장소 개설
- 1989년 : 갈사출장소 금성면 승격(분면) 및 술상리 진교면 편입

## 행정 구역
- 중평리(仲坪里)
- 대치리(大峙里)
- 노량리(露梁里)
- 송문리(松門里)
- 대송리(大松里)
- 덕천리(德川里)
- 진정리(眞正里)
- 계천리(鷄川里)
- 대도리(大島里)

## 학교
- 노량초등학교 (송문리)
  - 김량분교 (폐교) - 금남면 대치길 26-17 (대치리)
  - 대도분교 (폐교) - 금남면 대도길 161-48 (대도리)
- 진정초등학교 (진정리)
- 금남중학교 (덕천리)
- 금남고등학교 (덕천리)

## 관광
- 남해대교
- 노량 앞바다
- 경충사

금남면 중평리 일대는 정기룡 장군이 출생한 곳이요, 등과하기까지의 청소년시절에 학문을 닦고 무예를 연마한 곳이다. 보국숭록대부 충의공 정기룡장군은 호는 매헌이다. 25세에 무과에 등과하여 30세때인 1592년에 임진왜란이 일어나자 경상우방어사 조경을 따라 출전을 하여 조경 장군이 적에게 잡혀가자 이를 구출하는데 성공하여 상승장군으로 선조가 "해유충무, 육유충의"로 극찬한 바 있다. 임진정유 연간에 명나라 군사를 지휘한 조선의 유일한 장군이었으며 명나라 신종 황제로부터 도총관의 벼슬을 받았다. 광해군에 이르러 지중추부사오위도총부 도총관 삼도수군통제사 보국숭록대부에 이르렀다.

## 같이 보기
- 노량해전